# Glory to Hong Kong
Glory to Hong Kong (in cantonese: 願榮光歸香港; Yuhn Wìhnggwōng Gwāi Hēunggóng; Ritorni la gloria ad Hong Kong) è una marcia cantonese composta e scritta da un musicista con lo pseudonimo di Thomas dgx yhl, con il contributo di un gruppo di netizen di Hong Kong del forum online LIHKG durante le proteste di Hong Kong del 2019 . È stato ampiamente adottato come l'inno di queste proteste, e alcuni addirittura lo considerano come l'inno nazionale di Hong Kong.
Da quando sono scoppiate proteste diffuse a Hong Kong all'inizio di giugno 2019, varie canzoni che simboleggiano la democrazia, come Do You Hear The People Sing dal film Les Misérables, sono state cantate dai manifestanti in diverse occasioni come loro inni. Glory to Hong Kong, secondo il compositore, è stato creato per aumentare il morale dei manifestanti e unire le persone. Dalla pubblicazione della canzone, è stata cantata in molte dimostrazioni. Esistono anche numerose versioni in inglese e in altre lingue che circolano sul web.

## Testo

### Versione inglese
We pledge: No more tears on our land
In wrath, doubts dispell'd we make our stand
Arise! Ye who would not be slaves again
For Hong Kong, may Freedom reign
Though deep is the dread that lies ahead
Yet still with our faith on we tread
Let blood rage afield! Our voice grows evermore
For Hong Kong, may Glory reign
Stars may fade as darkness fills the air
Through the mist a solitary trumpet flares
Now, to arms! For Freedom we fight with all might we strike
With valour, wisdom both, we stride
Break now the dawn, liberate our Hong Kong
In common breath: Revolution of our times
May people reign, proud and free, now and evermore
Glory be to thee Hong Kong